# Almas en el mar
Almas en el mar (en inglés, Souls at Sea) es una película de aventuras estadounidense de 1937 dirigida por Henry Hathaway y protagonizada por Gary Cooper y George Raft en sus papeles principales. Inspirada en hechos reales ya que se basa en parte en el hundimiento por colisión con un iceberg del barco William Brown en 1841, aunque en esta ficción cinematográfica se trata de un incendio causado involuntariamente por una niña. 

## Sinopsis
Taylor es un marino con quien las autoridades contactan, por su pasado, para infiltrarse entre los esclavistas. A bordo de un barco, tienen un altercado con uno de los simpatizantes de los negreros y producto de eso, el barco se incendia. Organiza la evacuación y ordena a la tripulación saltar. La mujer que quiere le denuncia...

## Reparto
| Actor              | Personaje                 |
| ------------------ | ------------------------- |
| Gary Cooper        | Michael "Nuggin" Taylor   |
| George Raft        | Powdah                    |
| Frances Dee        | Margaret Tarryton         |
| Henry Wilcoxon     | Teniente Stanley Tarryton |
| Harry Carey        | Capitán del William Boyd  |
| Olympe Bradna      | Babsie                    |
| Robert Cummings    | George Martin             |
| Porter Hall        | el procurador             |
| George Zucco       | Barton Woodley            |
| Virginia Weidler   | Tina                      |
| Joseph Schildkraut | Gaston de Bastonnet       |
| Gilbert Emery      | Capitán Martisel          |
| Lucien Littlefield | El padre de Tina          |
| Paul Fix           | El violinista             |
| Tully Marshall     | Pecora                    |
| Monte Blue         | El maestro de equipaje    |
| Stanley Fields     | Capitán Paul M. Granley   |
| Robert Barrat      | El pastor                 |
| Gertrude Astor     | camarera                  |

## Premios y distinciones
Premios Óscar
| Año  | Categoría                    | Persona                              | Resultado |
| ---- | ---------------------------- | ------------------------------------ | --------- |
| 1938 | Mejor orquestación           | Departamento musical de la Paramount | Nominado  |
| 1938 | Mejor dirección de arte      | Hans Dreier y Roland Anderson        | Nominados |
| 1938 | Mejor asistente de dirección | Hal Walker                           | Nominado  |

## Acogida de la crítica
Esta película producida por la Paramount quería competir con Rebelión a bordo . Frank S. Nugent del The New York Times no creía que la película fuera digna de un análisis serio, pero la describió como "una verdadera historia de grandes aventuras en alta mar".  Harrison's Reports  elogió la producción "sobresaliente" pero encontró que las escenas de palizas y asesinatos eran "sádicas" en lugar de entretenidas y  John Mosher de  The New Yorker  calificó la película como "una decepción", encontrando una escena de bote salvavidas abarrotada como emocionante, pero remarcando que la historia parecía estar "perdida en un laberinto de tramas inquietas ".